# Alessandro Bazzana
Alessandro Bazzana (Alzano Lombardo, 16 juli 1984) is een Italiaans wielrenner die anno 2015 uitkomt voor UnitedHealthcare.
Bazzana heeft top-10 klasseringen behaald in etappes in onder andere de Ronde van Korea, Wielerweek van Lombardije en Ronde van Zwitserland. In 2012 eindigde hij als zevende in Parijs-Brussel.

## Belangrijkste overwinningen
2012
1e etappe Ronde van Oostenrijk
2015
Sprintklassement Ronde van Dubai

## Resultaten in voornaamste wedstrijden
| Jaar | Ronde van Italië | Ronde van Frankrijk | Ronde van Spanje |
| ---- | ---------------- | ------------------- | ---------------- |
| 2012 |                  |                     |                  |
| 2013 |                  |                     |                  |
| 2014 |                  |                     |                  |
| 2015 |                  |                     |                  |

| Jaar | Milaan-San Remo | Parijs-Roubaix | Luik-Bast.‑Luik | Ronde van Lombardije | Waalse Pijl |
| ---- | --------------- | -------------- | --------------- | -------------------- | ----------- |
| 2012 |                 |                | 88e             |                      |             |
| 2013 |                 |                |                 |                      |             |
| 2014 | 96e             | 127e           |                 |                      | 129e        |
| 2015 | 55e             |                |                 | opgave               | opgave      |

## Ploegen
- 2007- Successfulliving.com presented by Parkpre
- 2008- Successfulliving.com presented by Parkpre
- 2009- Fly V Australia
- 2010- Fly V Australia
- 2011- Team Type 1-Sanofi
- 2012- Team Type 1-Sanofi
- 2013- UnitedHealthcare Pro Cycling Team
- 2014- UnitedHealthcare Pro Cycling Team
- 2015- UnitedHealthcare Pro Cycling Team

Bazzana · Bertogliati · Bodrogi · Bowden · Calabria · Callegarin · Dugan · Eldridge · Grendene · Ilešič · A. Jefimkin · V. Jefimkin · Kerkhof · King · Kobzarenko · Kocjan · Mejías · Melero · Reijnen · Sjmidt · Steward · Verschoor · Magner (stagiair) · Rosskopf (stagiair)
Antomarchi · Bazzana · Bertogliati · Bodrogi · Bowden · Calabria · Callegarin · Colli · Cusin · Dugan · El Fares · Eldridge · Fortin · Ilešič · Jefimkin · Kocjan · Laengen · Mejías · Preidler · Reijnen · Rosskopf · Serebrjakov · Verschoor · Lozano (stagiair)